# Surinaamse Moeslim Federatie
De Surinaamse Moeslim Federatie (SMF) is een islamitisch genootschap dat in 1966 werd opgericht in Suriname.
De SMF is een van de vier islamitische koepelorganisaties in Suriname en een afsplitsing van de Surinaamse Moeslim Associatie (SMA).
De federatie wordt islambreed in Suriname vertegenwoordigd door de Madjilies Moeslimien Suriname.